# Vesoljne sanje
Vesoljne sanje (COBISS) je zbirka 50-ih pesmi o sanjah, mislih, brezmejnosti, brezčasnosti, ljubezni avtorja Gregorja Preaca. Knjiga je izšla v založbi Didakta v Radovljici leta 2002.